# Spodnja Sveča
Spodnja Sveča je naselje na severovzhodu Slovenije, v Občini Majšperk. Nastalo je leta 1974 z razdelitvijo naselja Sveča na ločeni naselji Spodnja Sveča in Zgornja Sveča. Leta 2015 je imelo 54 prebivalcev. Leži na stiku dolin potokov Skralške in Dežnice. Nekdaj je bil kraj znan po tkalnici in kamnolomu. Naselje spada pod Štajersko pokrajino in Podravsko regijo.